# Саксан (футбольний клуб)
Сакса́н — футбольний клуб молдовського дивізіону А з міста Чадир-Лунга, Гагаузія. Заснований у 2010 році. У перший же рік існування завоював перше місце в дивізіону «Б» «Південь», забезпечивши тим самим собі право виступати в дивізіону «А» Чемпіонату Молдови з футболу.

## Склад команди
| №            | Футболіст          | Дата народження  | Країна   |
| Воротарі     | Воротарі           | Воротарі         | Воротарі |
| ------------ | ------------------ | ---------------- | -------- |
| 1            | Вітєв Ігор         | 9 березня 1988   | Молдова  |
| 12           | Раду Дмитро        | 3 березня 1988   | Молдова  |
| Захисники    |                    |                  |          |
| 2            | Дмитро Костанда    | 31 серпня 1986   | Молдова  |
| 3            | В'ячеслав Бєжєнуца | 15 січня 1984    | Молдова  |
| 4            | Василь Арлєт       | 22 липня 1976    | Молдова  |
| 5            | Віктор Нініку      | 28 квітня 1982   | Молдова  |
| 6            | Сирбу Іван         | 17 лютого 1990   | Молдова  |
| 15           | Пєтков Володимир   | 5 березня 1982   | Молдова  |
| 18           | Бучков Дмитро      | 7 листопада 1991 | Молдова  |
| 24           | Препелице Андрій   | 24 липня 1989    | Молдова  |
| Півзахисники |                    |                  |          |
| 7            | Донич Андрій       | 24 липня 1978    | Молдова  |
| 8            | Амбросі Олександр  | 4 червня 1988    | Молдова  |
| 13           | Богачик Максим     | 5 квітня 1986    | Молдова  |
| 14           | Чедирян Євген      | 2 лютого 1992    | Молдова  |
| 16           | Гарчу Деніс        | 24 червня 1990   | Молдова  |
| 21           | Негара Андрій      | 27 жовтня 1985   | Молдова  |
| 20           | Віколаш Андрій     | 26 жовтня 1982   | Молдова  |
| 33           | Суручану Володимир | 27 липня 1985    | Молдова  |
| Нападники    |                    |                  |          |
| 9            | Арнаут Віктор      | 8 травня 1988    | Молдова  |
| 11           | Гюзель Вадим       | 24 грудня 1989   | Молдова  |
| 21           | Тонтич Андрій      | 15 вересня 1986  | Молдова  |

## Чемпіонати Молдови
| Рік     | Дивізіон             | І  | В  | Н | П  | РМ    | О  | Місце   | Головний тренер | Найкращий бомбардир |
| ------- | -------------------- | -- | -- | - | -- | ----- | -- | ------- | --------------- | ------------------- |
| 2010–11 | Дивізіон Б «Південь» | 18 | 13 | 1 | 4  | 42-19 | 40 | 1 із 10 | Іван Недялко    | Арнаут Віктор (12)  |
| 2011–12 | Дивізіон А           | 23 | 8  | 8 | 7  | 34-18 | 32 | 9 із 16 | Іван Бурдунюк   | Гюзель Вадим (13)   |
| Всього  | 2 турніри            | 41 | 21 | 9 | 11 | 76-37 |    |         |                 |                     |